# 更科信号场

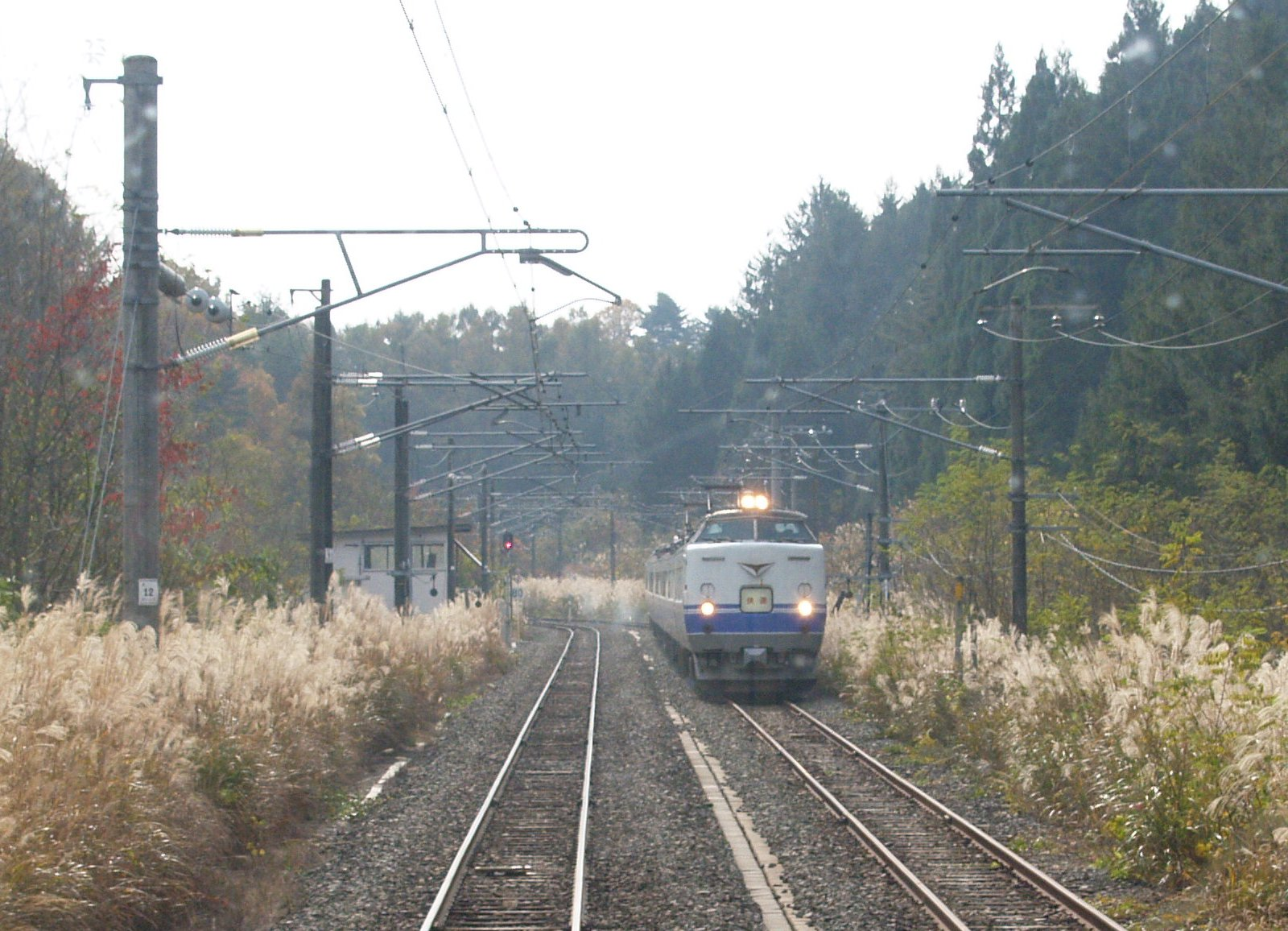
站内情况（2011年11月）

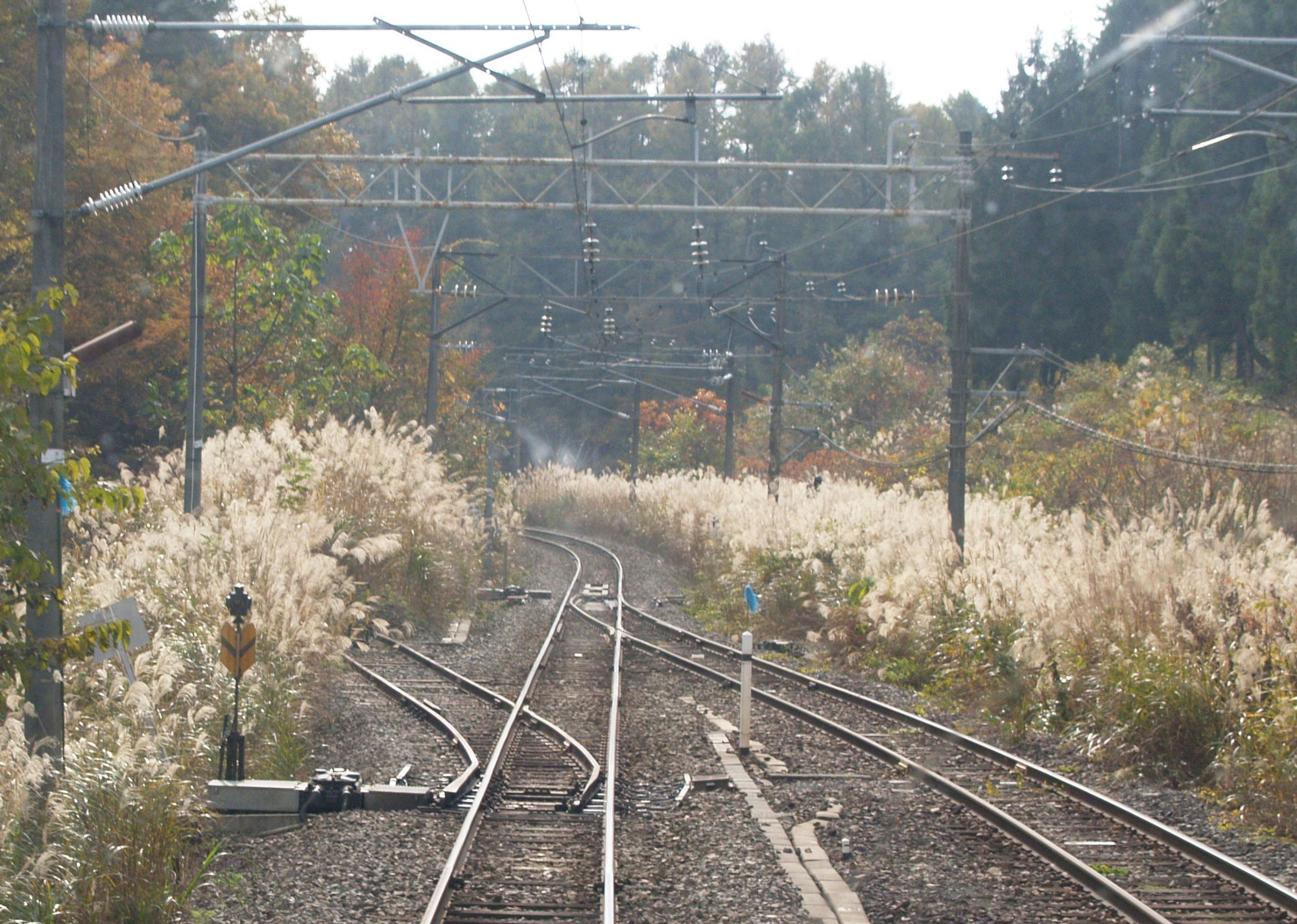
翁岛方向道岔（2011年11月）

更科信号场（日语：／ Sarashina-shingōjō */?）位于福岛县磐梯町大字更科，是东日本旅客铁道（JR東日本）管辖的磐越西线上的信号场。

## 历史
- 1962年12月20日 - 投入运营。
- 1987年4月1日 - 国铁分割民营化后成为JR东日本信号场。

## 相鄰車站
東日本旅客鐵道
■磐越西線
翁岛－更科信号场－磐梯町